# Beavis i Butt-head
Beavis i Butt-head (ang. Beavis and Butt-head) – amerykański serial animowany stworzony przez Mike’a Judge’a, którego protoplastą była krótka animacja Frog Baseball. Premierowe odcinki emitowano od 8 marca 1993 do 28 listopada 1997 roku. Czternaście lat po zakończeniu serii kreskówka została odnowiona na ósmy sezon od 27 października do 29 grudnia 2011 roku. Druga reaktywacja serialu odbyła się na kanale telewizyjnym Comedy Central w 2022 roku.
Na każdy odcinek serialu składa się kilka animacji, w których główną rolę odgrywają dwaj dorastający nastolatkowie, Beavis i Butt-head, mieszkający w fikcyjnym mieście Highland w stanie Teksas. Większość czasu spędzają na siedzeniu przed telewizorem i jedzeniu nachos. Dużo czasu spędzają na oglądaniu i komentowaniu teledysków powstałych nie na potrzebę serialu, lecz w celu promowania prawdziwych artystów.
W 1993 roku Cher nagrała nową wersję utworu „I Got You Babe” z animowanymi postaciami z kreskówki, która znalazła się na albumie The Beavis and Butt-Head Experience. Krążek ten osiągnął duży sukces komercyjny, otrzymując status dwukrotnej platynowej płyty za sprzedaż ponad dwóch milionów egzemplarzy w USA.
W 1996 roku nakręcono pełnometrażowy film Beavis i Butt-head zaliczają Amerykę. Drugi film Beavis i Butt-head w kosmosie wydano na platformie streamingowej Paramount+ w 2022 roku. Spin-offem serialu jest inna produkcja MTV, Daria.
W początkowym okresie Beavis i Butt-Head otrzymali szerokie uznanie krytyków, szczególnie za satyryczny, zjadliwy komentarz do społeczeństwa. Było to przedmiotem kontrowersji ze względu na brutalną treść. 

## Emisja w Polsce
- Canal+ z polskim lektorem od 1998[10] (sezon 1-6)
- Wizja Jeden z polskim dubbingiem od 2000 roku (sezon 1-6)[11]
- MTV Classic na początku z polskimi napisami, a później z polskim lektorem (sezon 1-6)[12]
- MTV Polska na początku z polskimi napisami, a później z polskim lektorem (sezon 1-6). Od kwietnia 2012, emitowano sezony 8 i 9[13]
- VH1 na początku z polskimi napisami, a później z polskim lektorem (sezon 1-9)[11]
- Comedy Central z polskim dubbingiem od lipca 2024 (sezon 10)[14]